# Oliver Cooper
Oliver J. Cooper (Toledo (Ohio), 2 december 1989) is een Amerikaans acteur, filmproducent en scenarioschrijver.

## Biografie
Cooper werd geboren in Toledo (Ohio), en doorliep de high school aan de Sylvania Northview High School in Sylvania (Ohio). Na het behalen van zijn diploma ging hij studeren aan de Arizona State University in Phoenix (Arizona), maar stopte in 2009 na een jaar voor zijn acteercarrière en verhuisde naar Los Angeles.
Cooper begon in 2010 met acteren in de korte film Weekend Dad, waarna hij nog meerdere rollen speelde in films en televisieseries. In 2010 werd Cooper tweemaal genomineerd voor een MTV Movie Awards voor zijn rol in de film Project X.

## Filmografie

### Films
Uitgezonderd korte films.
- 2024 I Love You Forever - als Harrison
- 2023 Helen's Dead - als Garrett
- 2023 Clawfoot - als Samuel
- 2023 Baby Blue - als Mo
- 2023 As We Know It - als Bruce
- 2023 R - als David Winkler
- 2021 Beyond Paranormal - als Chaz Gold
- 2021 The Cleaner - als busjongen
- 2021 Take Me to Tarzana - als Charles
- 2021 The Ultimate Playlist of Noise - als Dennis
- 2020 Echo Boomers - als Stewart
- 2020 The Swing of Things - als Ira
- 2018 The Front Runner - als Joe Trippi
- 2016 Office Christmas Party - als Drew
- 2015 Mojave - als Nick
- 2014 Burying the Ex'- als Travis
- 2013 Runner Runner - als Andrew Cronin
- 2013 Four Dogs - als Oliver
- 2013 The Hangover Part III - als apotheek-assistent
- 2012 Project X - als Costa

### Televisieseries
Uitgezonderd eenmalige gastrollen.
- 2022 Classified - als Eli - 7 afl.
- 2017-2020 The Goldbergs - als andere Adam - 2 afl.
- 2019 The Coop - als Blake - 15 afl.
- 2019 Valley of the Boom - als Todd Krizelman - 6 afl.
- 2014-2017 Red Oaks - als Wheeler - 25 afl.
- 2017 Good Game - als Steamin' Semen - 4 afl.
- 2014 Californication - als Levon - 11 afl.
- 2011 The Lois Levine Show - als Lois Levine - ? afl.

### Filmproducent
- 2020 Desert Quarantine - korte film
- 2018 Another Cancer Movie -  korte film
- 2013 Four Dogs - film
- 2011 Rick White - korte film
- 2011 The Lois Levine Show - televisieserie

### Scenarioschrijver
- 2018 Another Cancer Movie -  korte film
- 2013 Four Dogs - film
- 2011 Rick White - korte film
- 2011 Marriage Drama with Virginia Madsen - korte film
- 2011 The Lois Levine Show - televisieserie

- Bibliothèque nationale de France: cb16617742s (data)
- International Standard Name Identifier: 0000 0003 8142 726X
- Library of Congress Control Number: no2012096609
- Système universitaire de documentation: 165781254
- Virtual International Authority File: 260611500
- WorldCat: E39PBJfx78GbvT9fmRqk7yj9jC